# Pont Roby
Pour les articles homonymes, voir Roby.
Le pont Roby est situé sur la commune de Felletin dans le département de la Creuse et la région Nouvelle-Aquitaine. 

## Histoire

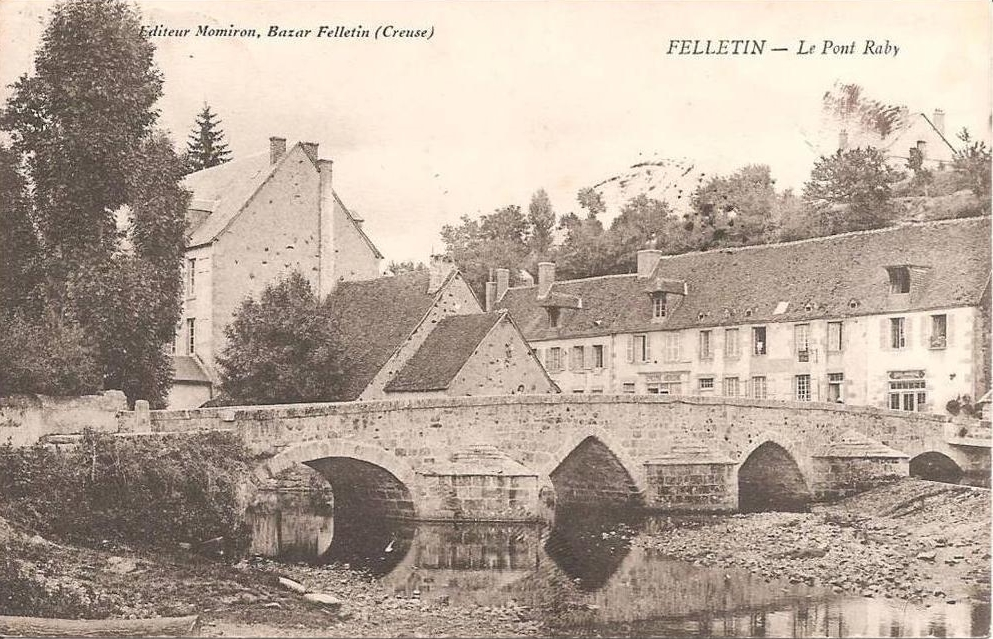
Carte postale du pont Roby vers 1910.

Le pont Roby est d'abord appelé pont-Soubre dans des actes de 1447, en particulier dans le Terrier des Chaités. 
Le pont a pris son nom actuel au XVIe siècle, du nom d'un habitant dont le moulin était proche.
La partie centrale est la plus ancienne et doit dater du XVe siècle avec les deux arches en arcs brisés avec des becs à chaperons.
Le 22 juillet 1793, le conseil de la commune demande à l'ingénieur des Ponts et Chaussées de réparer le pont en prenant les matériaux nécessaires dans ceux provenant de la démolition des tours de fortifications de la ville.
En 1795, un devis est présenté par l'ingénieur Maniguet et validé par l'ingénieur en chef des Ponts et Chaussées du département, du Planier, pour la réparation du pont Roby et du pont des Malades. 
En août 1795, un rapport est présenté par le citoyen Taste, conducteur de travaux. Dressant l'état du pont, il préconise des avant-becs circulaires plutôt que triangulaires. 
Le 15 juin 1804 (26 prairial an XII), l'ingénieur du Planier, dans un devis, propose de réparer la première pile, côté Felletin, et divers éléments du pont.
En 1861 des travaux de restauration sont enfin adjugés.
Le pont a été classé sur l'Inventaire supplémentaire des Monuments historiques le 15 juin 1926
Il est utilisé par la route D 992 (ancienne route nationale 692).

## Dimensions principales
- longueur totale du tablier entre culées : 35,76 m
- nombre de travées : 4
- portées des travées : 5,66 - 4.,85 - 4,98 - 6,53 m
- épaisseur des piles : 4,64 - 4,48 - 4,62 m
- largeur du tablier entre garde-corps : 4 m